# Biblioteca Can Coromines
La Biblioteca Can Coromines és una biblioteca pública de la Xarxa de Biblioteques Municipals de la Diputació de Barcelona des del 2015 que comparteix edifici amb la Fundació Pere Coromines a l'antiga casa d'estiueig de la família del lingüista Joan Coromines a Sant Pol de Mar. Es va inaugurar el 22 de març de 2015 i va passar a formar part integrada de la Xarxa de Biblioteques Públiques de la Diputació de Barcelona. Amb una superfície útil de 275m², la biblioteca s'organitza en tres plantes i en el moment de la seva inauguració disposava de 6.745 documents.